# Jean-David Franz
 (mars 2025).
Motif : Notoriété ? Les sources secondaires n'y sont pas et les affirmations sont invérifiables
- Archive Wikiwix
- Bing
- Cairn
- DuckDuckGo
- E. Universalis
- Gallica
- Google
- G. Books
- G. News
- G. Scholar
- Persée
- Qwant
- (zh) Baidu
- (ru) Yandex
- (wd) trouver des œuvres sur Wikidata

| 1. | Préciser le motif de la pose du bandeau. | Précisez le motif de la pose du bandeau en utilisant la syntaxe suivante : {{admissibilité à vérifier\|date=mai 2025\|motif=remplacez ce texte par le motif}}                         |
| 2. | Informer les utilisateurs concernés.     | Pensez à avertir le créateur de l'article, par exemple, en insérant le code ci-dessous sur sa page de discussion : {{subst:avertissement admissibilité à vérifier\|Jean-David Franz}} |

Jean-David Franz est un athlète camerounais spécialisé dans le lancer du marteau. Il est notamment connu pour avoir établi le record national de la discipline avec un lancer de 45,14 mètres le 24 avril 2005 à Obernai, en France.

## Biographie
Jean-David s'est intéressé à l'athlétisme, en particulier aux disciplines de lancer. Il a rejoint Athletic Club où il a commencé à s'entraîner sérieusement.

## Carrière sportive
Jean-David Franz a participé à plusieurs compétitions nationales et internationales. Son moment le plus marquant reste le 24 avril 2005, lorsqu'il a établi le record national camerounais du lancer du marteau avec une performance de 45,14 mètres à Obernai, en France. Ce record reste une référence dans l'histoire de l'athlétisme camerounais.

## Palmarès
- Record national du lancer du marteau : 45,14 mètres (24 avril 2005, Obernai, France)
- Entraineur Bénévole à L’Athletic Club de Raedersheim[1]

## Impact et héritage
Jean-David Franz a inspiré de nombreux jeunes athlètes au Cameroun à s'intéresser aux disciplines de lancer. Son record national est un témoignage de son talent et de son dévouement à l'athlétisme.